# 초지로 (강화군)
초지로(Choji-ro)는 강화초지대교에서 인천광역시 강화군 길상면 온수리까지 이르는 강화군의 도로로, 총 연장은 5.682 km이다. 또한 도로명이 유래된 것은 행정구역이자 리의 이름을 이용하여 명명된 것에서 유래하였다.

## 주요 경유지
- 강화군
  - 길상면 (초지리 - 장흥리 - 온수리)

## 접촉하는 도로
- 해안남로
- 신촌로
- 장흥로
- 보리고개로
- 직결 도로 : 전등사로 (북쪽), 대명항로 (동쪽)

## 교량
- 강화초지대교